# Jerzy Staniszkis
Jerzy Staniszkis (ur. 23 listopada 1914 w Kutnie, zm. 17 marca 2009 w Warszawie) – polski inżynier architekt, grafik.

## Dzieciństwo i edukacja
Był synem Witolda Teofila Staniszkisa (1880–1941) i Wandy Korwin-Piotrowskich (1887–1977), bratem Witolda Wincentego (1908-2008) i Olgierda Justyna (1910-2006).
Ukończył I Państwowe Gimnazjum i Liceum im. Stefana Batorego w Warszawie (1933) i Politechnikę Warszawską (1945 – po przerwie wojennej), gdzie był uczniem Bohdana Pniewskiego.
Harcerz 23 WDHiZ „Pomarańczarnia”. Należał do Korporacji Akademickiej Sarmatia oraz Stowarzyszenia Filistrów Polskich Korporacji Akademickich.

## II wojna światowa
W kampanii wrześniowej podporucznik 3 Pułku Szwoleżerów Mazowieckich, brał udział w obronie Modlina i bitwie pod Kockiem. W październiku 1939 r. dostał się do niewoli i pozostałe lata wojny spędził w obozach jenieckich w Weilburgu, Ostenrode oraz Woldenbergu. Jeden z organizatorów i uczestnik „Olimpiady za drutami” zorganizowanej w 1944 r. w Woldenbergu.

## Praca naukowa
W lutym 1945 powrócił do Warszawy i przez kilka lat pracował w Biurze Odbudowy Stolicy, Biurze Urbanistycznym Warszawy oraz Pracowniach Budownictwa Przemysłowego i w Miastoprojekcie Stolica. W tym okresie współtworzył scenografię wystawy „Warszawa oskarża”, a także plakat do niej oraz kolejne, m.in. dla Muzeum Narodowego. Asystent (1946–1950) na Wydziale Architektury Politechniki Warszawskiej. W 1950 r. został profesorem Wyższej Szkoły Sztuk Pięknych w Poznaniu. W okres socrealizmu zajmował się architekturą wystawienniczą, tworząc m.in. nowatorskie systemy do konstrukcji stelaży i mebli wystawowych. I jako ekspert w tej dziedzinie w 1960 roku wyjechał do Iraku, gdzie podjął pracę na Uniwersytecie Bagdadzkim, a w latach 1962–1987 był profesorem na Wydziale Architektury Uniwersytetu Detroit. Do Polski wrócił w roku 1993 i zamieszkał z żoną Marią Elżbietą na warszawskim Ursynowie w sąsiedztwie Szkoły Głównej Gospodarstwa Wiejskiego. Mając 83 lata wygrał konkurs i zaprojektował Pomnik Armii Krajowej i Polskiego Państwa Podziemnego w Warszawie.

## Rodzina
Jego żoną była Maria Elżbieta z Szyllerów (1920–1999, córka Hanny, wnuczka Heleny Skłodowskiej-Szalay 1866–1961).
Zmarł w Warszawie 17 marca 2009 i został pochowany w grobie rodzinnym na Cmentarzu ewangelicko-reformowanym przy ul. Żytniej w Warszawie (W-II-11).

## Odznaczenia
- Krzyż Kawalerski Orderu Odrodzenia Polski (1951)[5],
- Złotym Złoty Krzyż Zasługi (1954)[6],
- Krzyż Oficerski Orderu Odrodzenia Polski (27 września 2009), odznaczony pośmiertnie za wybitne zasługi dla niepodległości Rzeczypospolitej Polskiej, za osiągnięcia w pracy zawodowej na rzecz przestrzennego kształtowania środowiska[7],
- Krzyż Walecznych (czterokrotnie)[2],
- Złoty Krzyż Węgierski[3].